# Apollo-Sojuz-testprojektet

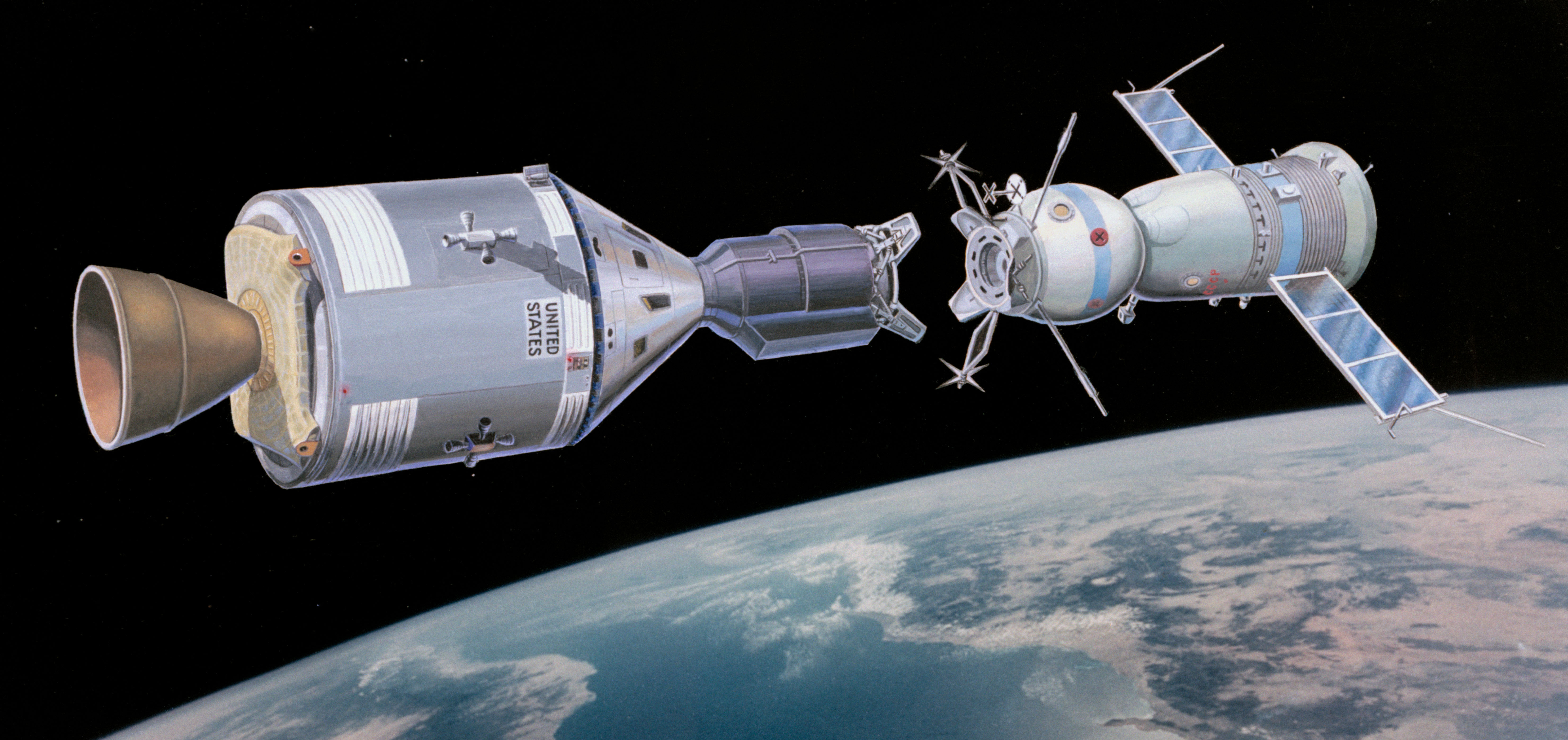
Konstnärlig återgivning av dockningen

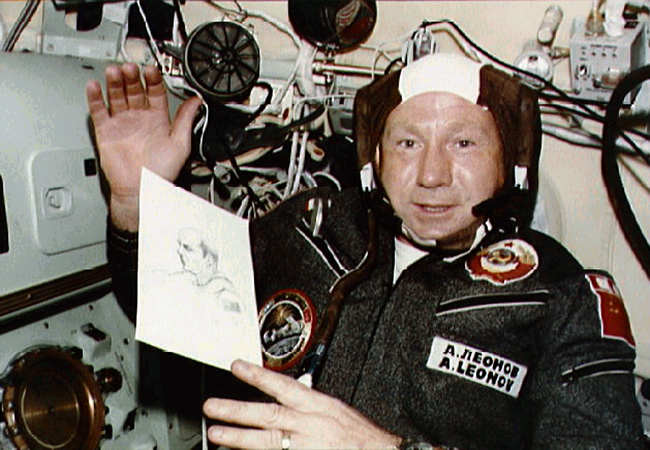
Kosmonauten Alexej Leonov

Apollo-Sojuz-testprojektet (ASTP) (ryska: Экспериментальный полёт) var den första dockningen mellan två rymdfarkoster från de båda supermakterna Sovjetunionen och USA. I pressen kallades detta för Handslaget i rymden och Toppmötet.

## Bakgrunden
Sedan 1957 hade då båda supermakterna kastats in i en rymdkapplöpning om vem som var först med att genomföra olika saker i rymden. Sovjetunionen var först med den första artificiella satelliten i rymden 4 oktober 1957, första varelsen i rymden 3 november 1957, första artificiella objektet att träffa månen 12 september 1959 första människan i rymden 12 april 1961, första rymdpromenaden 18 mars 1965 medan USA var först med vetenskaplig rymdsond 31 januari 1958, första kommunikationssatelliten 10 juli 1962, första vädersatelliten 1 april 1960, först med att runda månen 21 december 1968 och första månlandningen 20 juli 1969.

### Tidigare samarbeten
Det första samarbetet i rymden mellan de båda supermakterna kom i juni 1962. Trots sina ambitioner av de båda supermakternas rymdfartsansvariga så var det blygsamt med samarbeten på 1960-talet. När de båda länderna hade kommit så långt i sina rymdprogram som tredje generationens rymdfarkoster Apollo och Sojuz hade man fortfarande inte kommit någonstans med samarbetet inom den bemannade rymdfarten.

### Första steget
Genom förbättrade relationer mellan de båda supermakterna och utökade samarbeten inom andra områden inom rymdfarten startade ett samarbete under 1969 angående bemannade rymdfarkoster. Man ville få fram ett dockningssystem som var fullt kompatibelt så att de båda nationernas rymdfarkoster skulle kunna docka med varandra.

### Nästa steg
De båda länderna tillsatte gemensamma arbetsgrupper som såg över de olika ländernas system för dockning och framdrivning i rymden. I oktober 1970 enades man om att låta dessa grupper arbeta fram lösningar på de problem som rådde för att kunna docka i rymden mellan deras olika farkoster.

## ASTP tar sin form
Under toppmötet mellan de båda supermakternas ledare i maj 1972 skrev man avtal om att genomföra en dockning i rymden. Dockning skulle ske under 1975. Konstantin Busjujev blev utsedd till teknisk ansvarig i Sovjetunionen och Glynn Lunney blev USA:s dito.

## Generalrepetition
Som ett genrep flög ryssarna Sojuz 16, mellan den 2 och 8 december 1974. Anatolij Filiptjenko och Nikolaj Rukavisjnikov prövade en atmosfär med lägre tryck och högre syreinnehåll än vanligt (40 %). Apollo-farkosterna hade en 100 % syre-atmosfär, och ett lägre tryck än Sojuz-farkosterna (en tredjedel av det normala lufttrycket). En docking module (anpassning och luftsluss) på ASTP gjorde det möjligt att besöka den andra farkosten, men det krävde en prebreathing time för att undgå dykarsjuka. Denna tid kunde sättas ned om atmosfärerna var mera lika.

## Rymdfararna
Thomas P. Stafford, Vance D. Brand och Deke Slayton sköts upp med Apollo-farkosten, som för övrigt felaktigt brukar benämnas Apollo 18. Aleksej Leonov och Valerij N. Kubasov sköts upp med Sojuz 19-farkosten. Eftersom Saturn IB-raketen var överdimensionerad för Apollo-flygningar till låga omloppsbanor, valdes en banlutning på 51° - idealisk för uppskjutningar från Kosmodromen i Bajkonur, men energislukande från Kennedy Space Center.

## Asteroid
Asteroiden 2228 Soyuz-Apollo är uppkallad efter projektet.